# BSA・C15
BSA・C15（BSA C15）は、イギリスの企業BSAが1958年から1967年に製造した250cc単気筒OHVエンジンのオートバイで、BSAにとって初の4ストロークギアボックス一体型エンジンのオートバイだった。1961年に「教習生法」が導入されて以来、その期間の大部分において、英国では250ccエンジンが、Lプレート（初心者表示プレート）を装着した教習生が同乗者なしで運転できる最大排気量のバイクだった。1961年には公道走行可能なスポーツモデルが追加され、トライアルやスクランブル用のオフロードバージョンもラインナップに加わった。
C15の出力ははわずか15 bhp (11 kW)に過ぎず、パワー不足のため、BSAにとっては、1960年代に英国に導入され始めた、より洗練された日本製のオートバイ（ホンダC71やCB72など）と競争するのは困難だった。

## 開発
BSAは1951年にトライアンフのブランドを取得し、250ccのBSA・C15が150ccのテリアをベースにした200ccのトライアンフ・タイガーカブから派生した。エドワード・ターナーがBSAのオートモーティヴ部門のトップとなり、1958年にBSAのはそれまでのエンジンとギアボックスが別々の部品ではなく一体となった内蔵式ギアボックス（ギアボックス一体型）エンジンのコンセプトを発表した。BSA・C15「スター」は初めてのギアボックス一体型モデルであり、前モデルのBSA・C11と比べて信頼性と経済性が改善された。
C11のエンジンは鋳鉄シリンダーと、完全にカバーされたロッカーアームまでそれぞれ独立したチューブを通るプッシュロッドで駆動されるオーバーヘッドバルブを備えたアルミのシリンダーヘッドを有している。カムシャフトはクランクシャフトから直接ギアで駆動され、シリンダーの後に配置されたオイルポンプとコンタクトブレーカーはスキューギアとシャフト介して駆動される。オルタネーターは左側に配置され、プライマリー駆動はダブルチェーン経由で多板クラッチに伝達される。4速ギアボックスは左右割りクランクケースの後に置かれている。フレームはエンジン下が2本に分岐しているシングルループと、プランジャー式リアサスペンションが取り付けられたリアフォークで構成され、前後輪はともに鋳鉄製のフルハブを備えた17インチとなっている。シート下の左側に工具箱、右側にオイルタンクが配されており、その間にバッテリーを隠すように点火スイッチパネルが置かれている。ヘッドライトは、当時の流行に合わせてメーターやスイッチ類とともにナセルに収められていた。標準モデルには、バランスの深いマッドガードが取り付けられており、実際よりも重く見えた。
C11の後継車種として、C15は完全に再設計されたフレームと250ccのエンジンを備えていた。このバイクは、オイル漏れや電気系統の故障、ギアボックスの不具合、バルブ機構の故障、ビッグエンドの弱さ、さらにはクラッチ調整の問題などが起こりやすく、注意深いメンテナンスが必要であることがわかった。当初、コンタクトブレーカーハウジングはギアボックスの上のシリンダーの後部に突き出ていたが、後に円形プレートを介してアクセスできる右側のクランクケースに移動された。

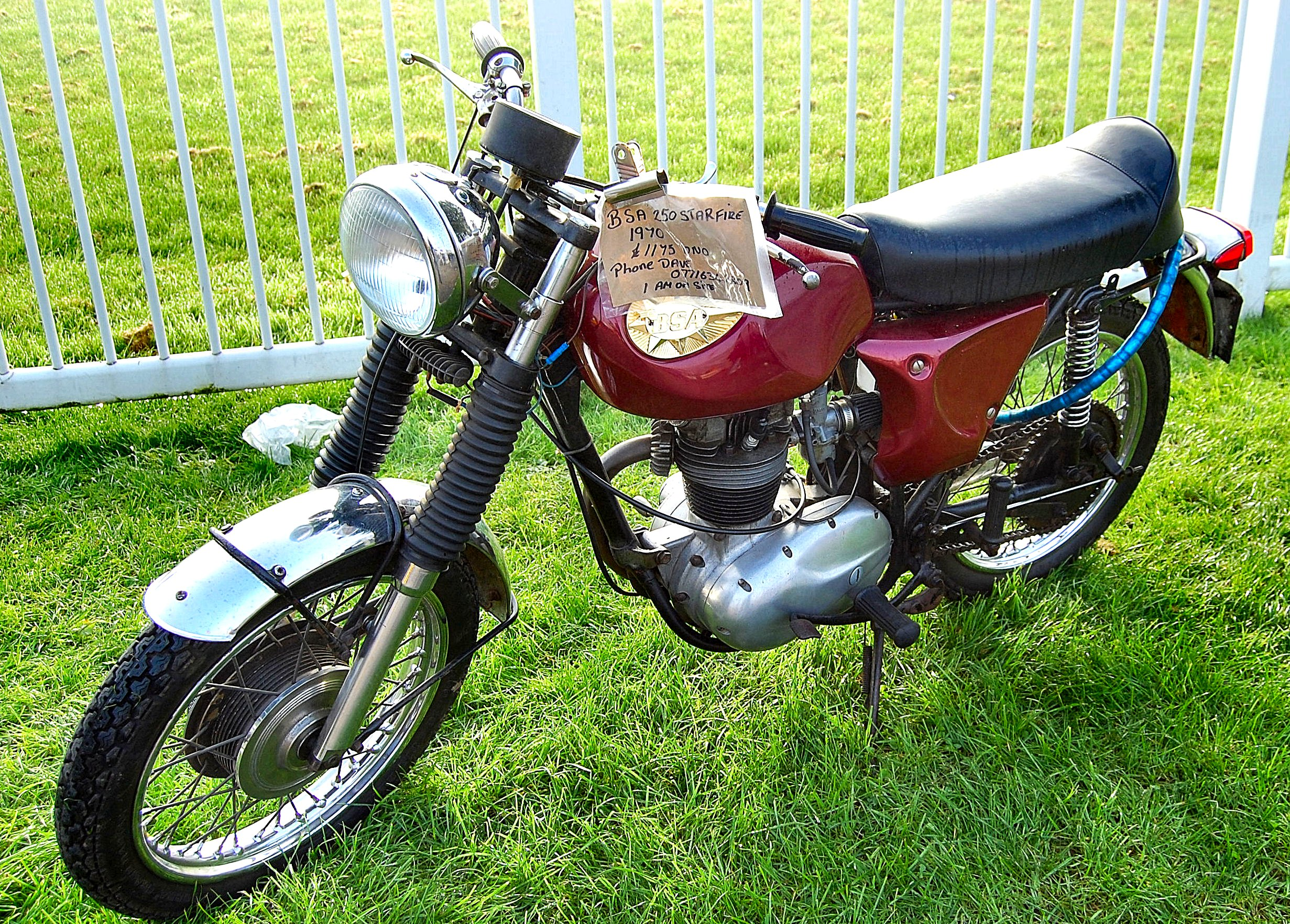
BSA・スターファイア

BSAは、BSA・B44シューティングスターおよびBSA・ヴィクタースペシャルと名付けた排気量を441ccに拡大したモデルを開発した。ジェフ・スミスのワークスB40ベースのヴィクターの開発作業に続いて、1966年以降C15のボトムエンド（クランクケース、ベアリング、循環システムを含むオイルポンプ、ギアボックスコンポーネント）も同じように更新された。
1967年に250ccのC15は、後輪の脱着が容易で12V電装を備えたB25スターファイア/C25バラクーダに引き継がれた。

## モデル

### BSA C15スター
1959年のC15スターがこのシリーズの最初のモデルだった。

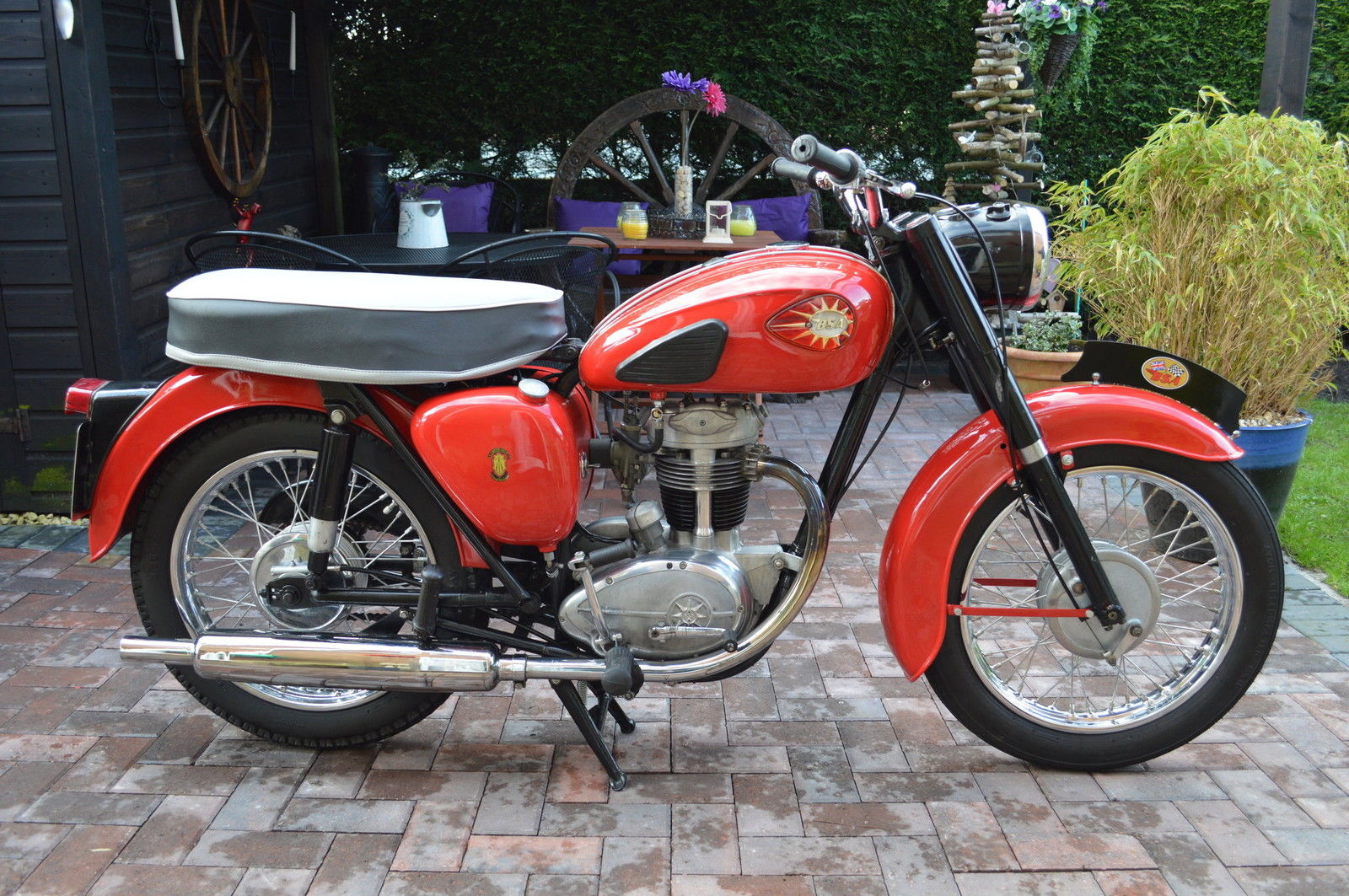
1959年式 BSA C15スター - 右側面
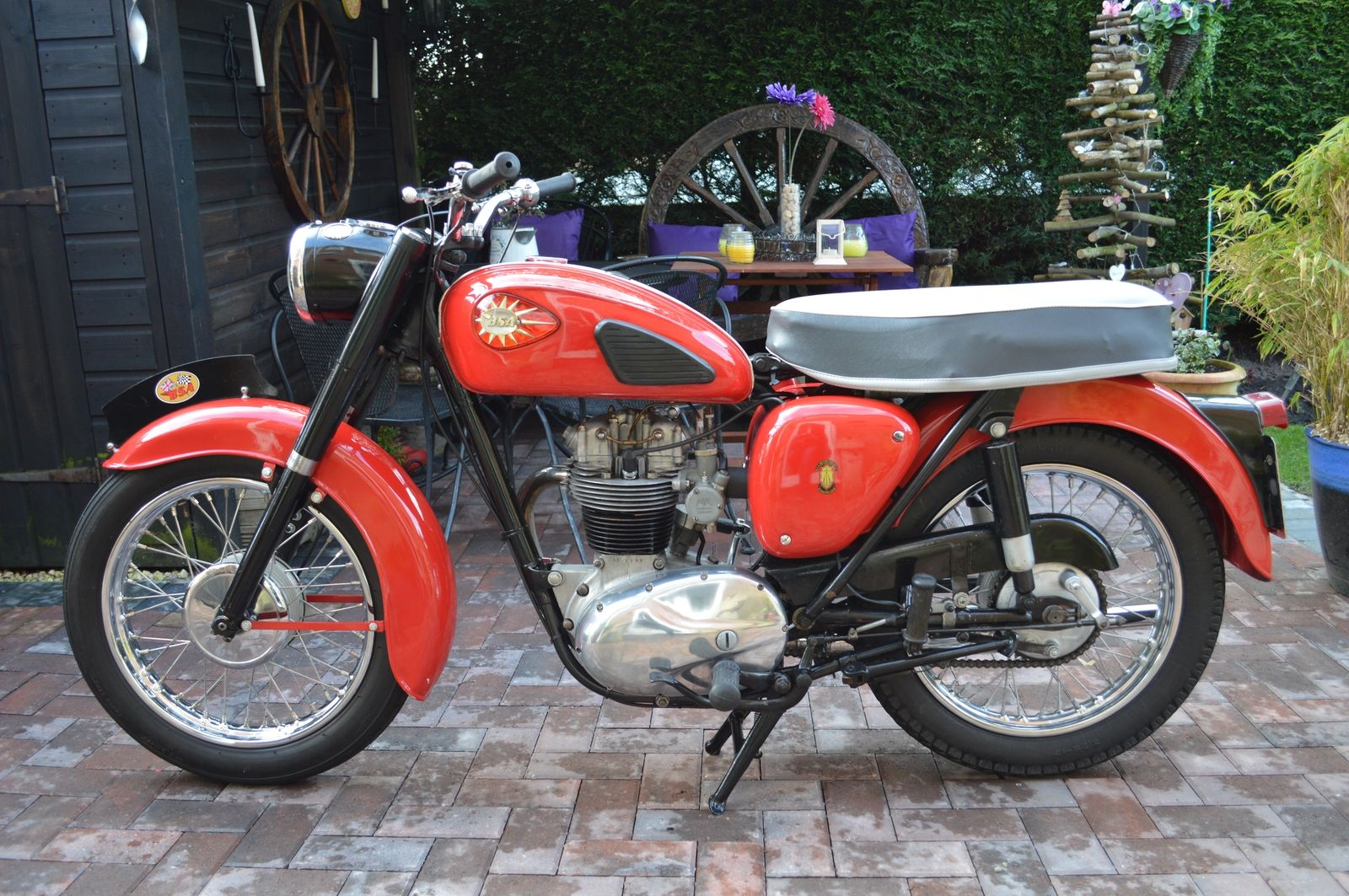
1959年式 BSA C15スター - 左側面
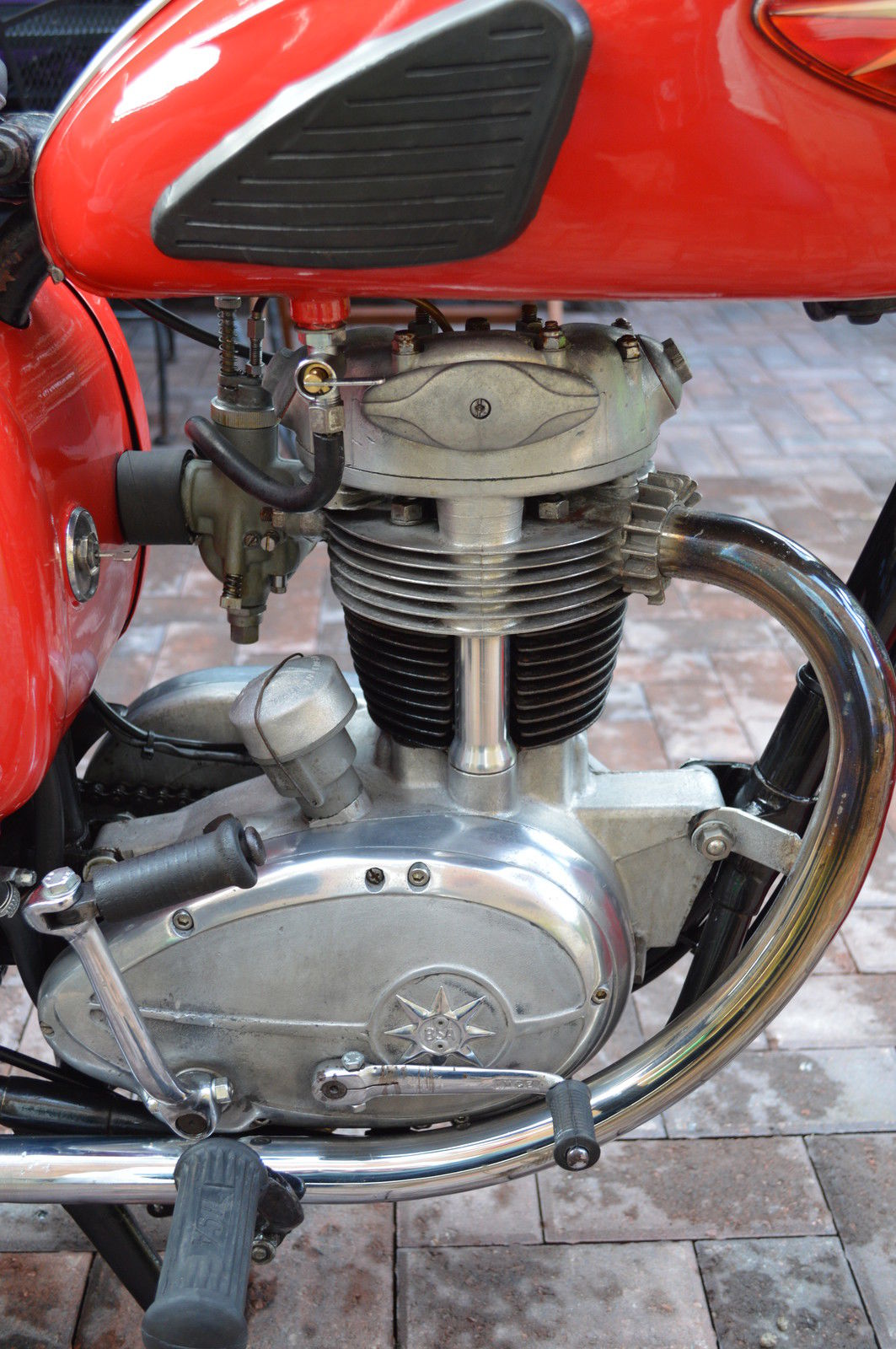
1959年式 BSA C15スター - エンジン
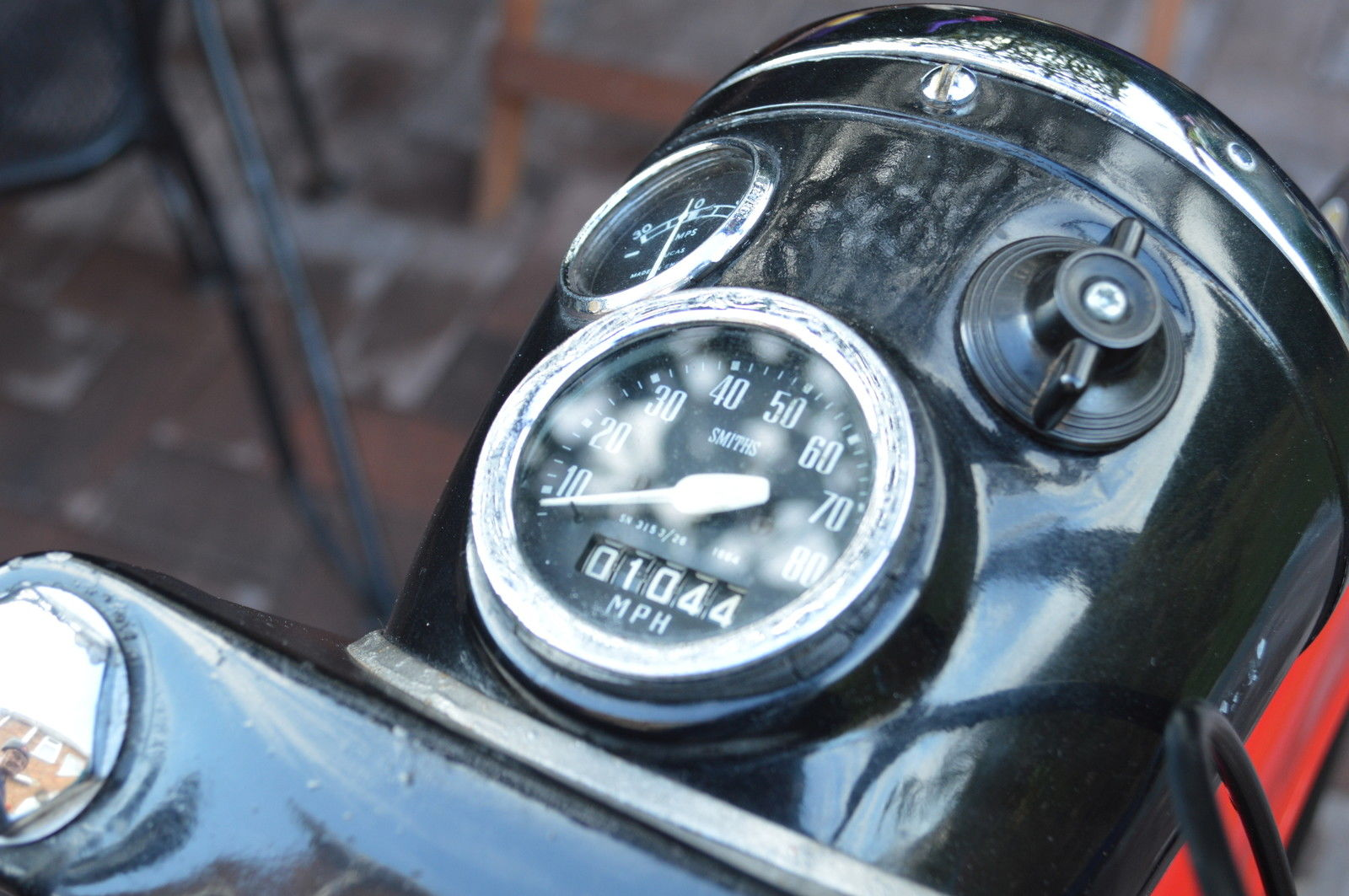
1959年式 BSA C15スター - メーター

### BSA C15スポーツマン（SS80）
1961年に、チューンされたエンジン、ローラーベアリング化されたコンロッドビッグエンド、低いハンドルバーを備えたスーパースポーツモデル（SS80）/C15スポーツマンがシリーズに加えられた。より速い350ccモデルの、BSA・B40をベースにしたSS90もシリーズに加えられたが、初心者には大きすぎ、自動二輪免許を有するライダーには小さすぎたために販売は振るわなかったものの、B40自体はイギリス陸軍などの軍用車には理想的だった。

### BSA C15G
1966年から1967年にかけて製造されたBSA C15Gは、クランクシャフト右側がボールベアリング、左側がローラーベアリングとされ、強化されたクランクケース、大型化されたオイルポンプ、ギアボックスの副軸にニードルローラベアリングが使用されたC15エンジンの最後のモデルだった。

### BSA C15T

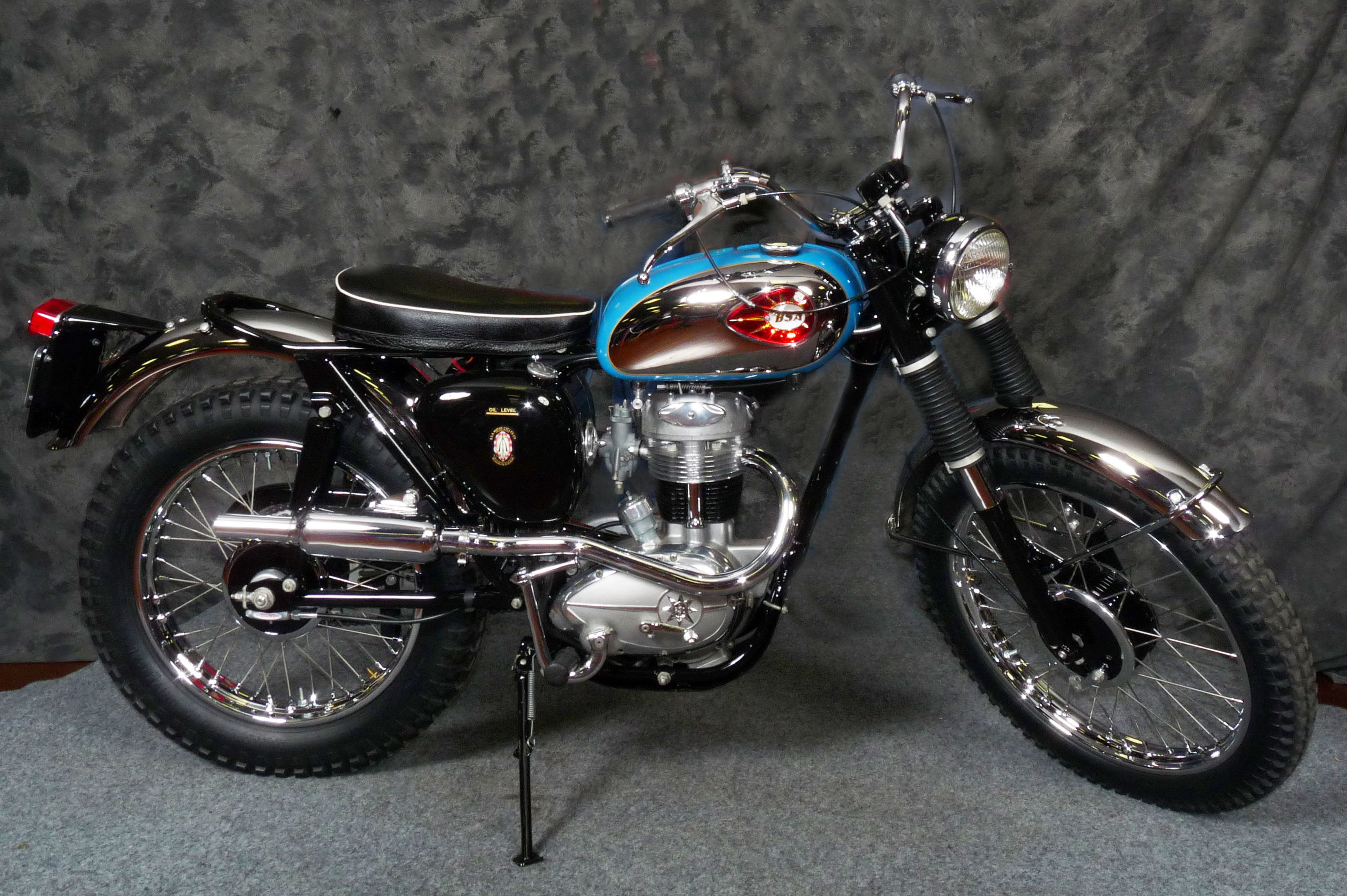
C15トライアル

BSA C15Tは、補強板付きの地上高の高いフレーム、オフロードでの使用に適した専用ギア比、20インチの前輪とアップマフラーを装備したトライアルモデルだった。専用タンクとオプションの灯火類によって公道モデルにすることができた。依然として鋳鉄シリンダーとアルミヘッドが使われていたが、オフロードでのトライルに合わせて低速トルク向けの特別なカムシャフトが組み込まれていた。シングルダウンチューブを採用した最初のシリーズの競技用フレームは、泥濘の中でリアタイヤのクリアランスに問題を抱えていた。この問題は、後に登場したツインダウンチューブとワイドスイングアームを備えた競技用フレームによってほぼ解決された。C15Tはクラブレベルや全国レベルで競争力を発揮し、1965年までBSAのラインナップに残っていた。

### BSA C15Tトライアルキャット
1964年と1965年にジェフ・スミスが乗った500ccにボアアップされたBSA C15Tトライアルキャットがモトクロス世界選手権の500ccクラスで優勝した。この成功が、441ccのBSA・ヴィクターの開発につながった。

### BSA C15S
BSA C15Sは、1959年から1965年にかけて製造された、250ccのスターのスクランブラー（モトクロス）競技モデルだった。トライアルモデルと同様に、C15Sもバッテリー重量を減らすために信頼性が低いことで知られる「エネルギー転送」電装系を採用していた。問題は、悪路を走る競技モデルであるにもかかわらず、ポイント式点火装置のタイミングとギャップに細心の注意を払う必要があることだった。C15のスクランブラーは、トライアルモデルと同じフレームを採用し、より大きな排気バルブ、高い圧縮比、そして大出力を得るためにリフト量の大きなカムシャフトを備えていた。消音器はついておらず、専用のタイヤと、スプリングが強化され、オイルシールを保護するためのゴム製のフォークブーツ付きのフロントフォークを備えていた。

### BSA C15スターファイア
クロームメッキのフェンダーとタンクサイドパネルを備えたBSA C15スターファイア・ロードスターは1963年と1964年に製造された。形状変更されたシートとタンクは、このバイクにより現代的な外見を与えた。

### BSA C15P
BSA C15Pは、1963年から1967年にかけて製造された警察用モデル。